# Nordheim (Sarntal)

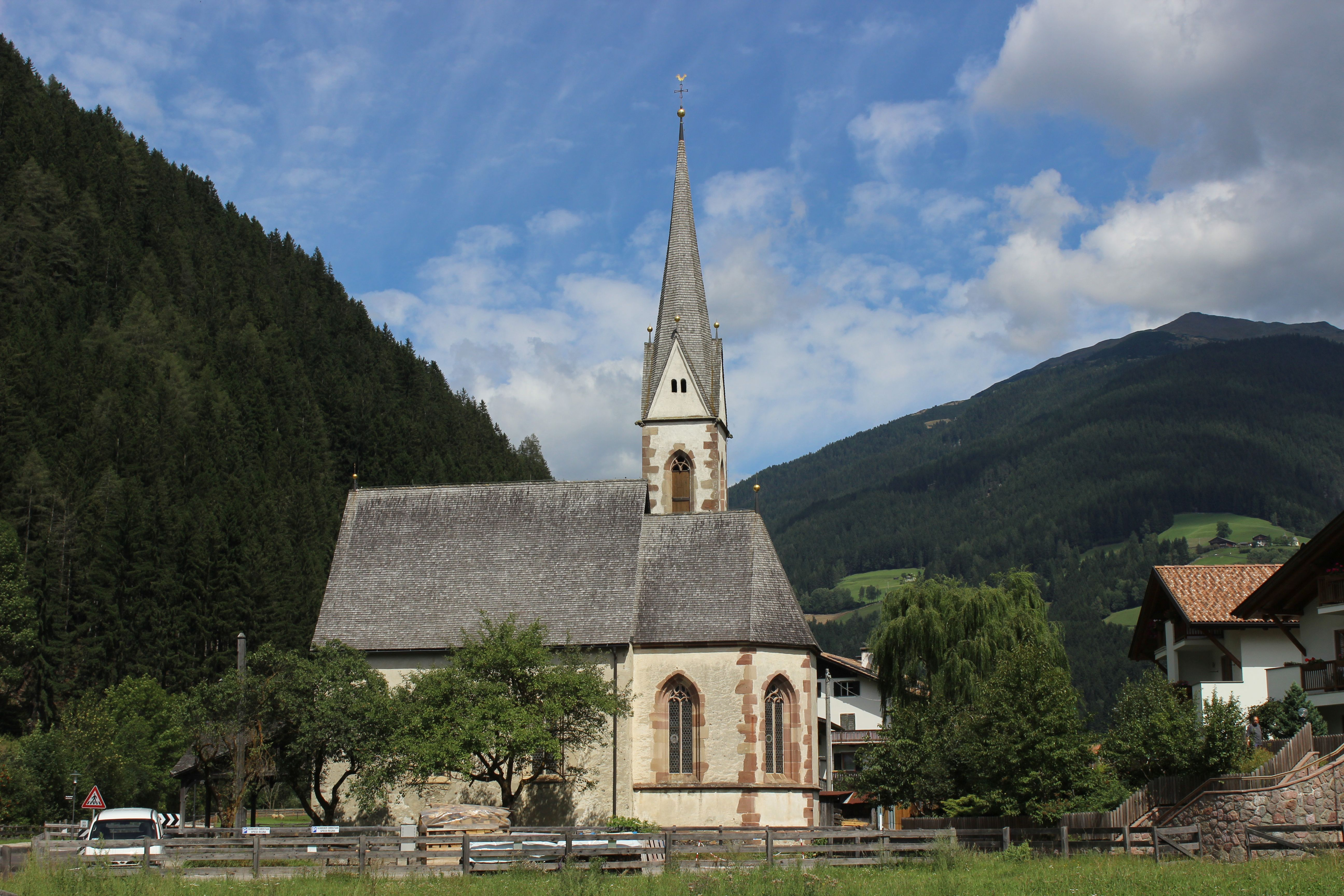
St. Nikolaus in Nordheim

Nordheim (italienisch Villa) ist eine italienische Ortschaft in der Gemeinde Sarntal in Südtirol. Sie befindet sich auf etwa 1000 m Höhe in der beinahe ebenen Sohle des Sarntals zwischen dem südlich gelegenen Hauptort Sarnthein und der nördlich folgenden Ortschaft Astfeld. Nordheim und Astfeld sind nahezu zusammengewachsen, weshalb die beiden Ortschaften, die zusammen rund 1000 Einwohner haben, gelegentlich auch zu Nordheim-Astfeld vermengt werden.
Nordheim wird von der Talfer durchflossen, wobei der Großteil der Siedlung auf der westlichen, orographisch rechten Seite verbleibt, die dem Hl. Nikolaus geweihte Kirche jedoch auf der orographisch linken.

## Geschichte
Der Ortsname ist ersturkundlich in einer Traditionsnotiz des hier begüterten Augustinerchorherrenstifts Neustift bei Brixen von ca. 1155–1166 als Northam bezeugt. Aus dem Jahr 1304 stammt die nähere urkundliche Lagebestimmung de Sarentino de Noartaym.
Nach Nordheim nannte sich das gleichnamige Rittergeschlecht, die Herren von Nordheim, die seit dem frühen 13. Jahrhundert in Erscheinung traten und hier über einen seither abgegangenen, noch 1297 als Wohnturm bezeichneten Sitz verfügten; seit der Mitte des 13. Jahrhunderts setzten dich die Ministerialen von Nordheim, die seit 1233 den Beinamen Müleich verwendeten, mehr und mehr in den Raum Tisens-Prissian ab.